# وحمة قفوية خمرية اللون
الوَحْمَةٌ القفوية الخَمْرِيَّةُ اللَّوْن أو الوحمة القفوية اللهبية (بالإنجليزية: Nevus flammeus nuchae)‏، هو تشوه شِعري دموي خُلقِي يظهر لدى الأطفال حديثي الولادة. وهو نوع شائع من علامات الولادة في الأطفال حديثي الولادة وعادةً ما يكون مؤقتًا.

## العلامات والأعراض
تظهر الوحمة لدى عددٍ كبيرٍ من الأطفال حديثي الولادة، حيث تترواح النسبة بين 22-40 بالمئة إلى 40 -70 بالمئة  يتم رصدها في الأطفال البيض بشكلٍ متكرر وأكثر من الأطفال الرضع من الأعراق الأخرى. وتظهر الوحمة نتيجة تمدد الشعيرات الدموية في الجلد ، وقد تصبح أغمق عندما يبكي الطفل أو يُجَهد.
تظهر الوحمات - وهي زهرية وغير منتظمة الشكل - في أغلب الأحيان على مؤخر العنق. ومع ذلك، من الممكن أن تظهر على الجبهة والجفون والشفة العليا.  قد يولد الطفل بها، أو قد تظهر الوحمة في الأشهر الأولى من الحياة. ويمكن أيضا أن تكون موجودة في بعض الأحيان على أجزاء أخرى من الجسم. جلد الوحمة ليس كثيفًا وليس به أي اختلاف عن أي مكان آخر في الجسم؛ الفرق الوحيد هو في المظهر.[بحاجة لمصدر]

## التشخيص
يمكن للطبيب تشخيص الوحمة من خلال فحص بصري بسيط. ولا توجد فحوصات مطلوبة من أجل التشخيص.

## العلاج
ليس هنالك حاجة  للعلاج. إذا استمرت الوحمة لفترة أطول من 3 سنوات، فقد تتم إزالتها باستخدام جراحة الليزر. 

## المآل
معظم الوحمات على الوجه تزول تمامًا في حوالي 18 شهرًا. بينما الوحمات على الجزء الخلفي من الرقبة عادةً لا تختفي. 